# 越訴
越訴（おっそ）とは、再審などを求めて正規の法手続を踏まずに行う訴え。合法・非合法は問わない。
直訴と同一視される場合もあり、実際に両方を混同する要素も含まれているが、本来の性格としては直訴は「最高権力者」個人に対して訴えるのに対して、越訴は上級訴訟機関に対して訴えるものである。

## 古代
律令法においては、裁判所の審級を越えて訴えを起こすことである。公式令によれば、訴えの起こす場合には地方においては郡司→国司→太政官、京においては京職→刑部省→太政官の順序を取ることが定められており（太政官で訴えが受理されなければ、天皇に上奏することが許される）、この手続に反する訴えをした場合には笞刑40の刑に課された（『闘訟律』）。また、これが受理された場合、受理した官吏も同様の刑に処された。
もっとも、訴訟機関である官司が不法に裁判を行われなかった場合や上訴を妨害した場合に越訴を行うことは例外的に認められていた。また、唐の『闘訟律』には官吏の車駕に対して直接訴えを起こすことは禁じられていた。日本の『闘訟律』は全文が残されていないため、この規定が存在したかは不明であるが、少なくても平安時代以前にこうした事件があったとする記録はない。

## 中世
中世に入ると、再審制度として越訴制が導入されることとなる。御成敗式目では国司や荘園本所、地頭などの支配下にある名主・百姓がその許可なくして鎌倉幕府に直接訴えを起こすことを禁じる従来通りの越訴の禁止を定める一方で、再審制度としての越訴が導入された。鎌倉時代の再審制度には訴訟機関の不法を理由とした庭中と判決内容の事実誤認・過誤などを理由に起こす越訴の2つがあった。越訴は御成敗式目起請文の中にその存在をうかがわせる記述がある。当初は引付が管轄していたが、文永元年（1264年）には専門機関として越訴方が設置され、引付奉行人から選ばれた1ないし2名の越訴奉行人と審理を指揮する越訴頭人から構成された。
原判決に異論がある場合、引付に覆勘と呼ばれる再審を受けることが認められていたが、そこで納得の得られる判決が出されない場合には越訴方に提訴した。越訴方では越訴が正当と判断される場合には内談の場にて越訴頭人・越訴奉行人によって越訴状と落居事書（判決原案）との比較審理が行われ、先沙汰（原判決）が問題ありと判断された場合、御教書を発給して改めて奉行人を選定し、越訴頭人の指揮の下で正式な裁判が改めて開かれた。同様の制度は六波羅府や鎮西府でも採用された。
だが、得宗の権力が訴訟制度にも及ぶようになると、得宗の信任した引付の（原）判決に異議を唱えることを抑圧する動きが現れ、越訴方が一時廃止されたり、御内人が越訴方に登用されるなどの変化があった。また、越訴に提訴期限を設ける不易法が導入された。室町幕府には越訴奉行や内奏方、仁政方が設置されていたようであるが、次第に他の機関に統合されて廃止された。また、不易法が継承され、将軍の特別な許可がなければ沙汰落居から3年以内に越訴手続を取らないと受け付けられないこととなった。戦国時代には分国法によって越訴自体を禁じて原判決の遵守を強要する例も見られた（六角氏・長宗我部氏など）。
なお、『日葡辞書』には“越訴”を「一旦却下されるか和解するかした後に再びむしかえして新たに提起された訴訟」、“直訴”を“直奏”の派生語として「国王または大身の主君に自ら面と向かって申し上げること、また口頭か文書かで直接訴え出ること」と記されている

## 近世
近世においては、訴訟の法に定められた手続を乱す違法行為一般を「越訴」と呼び、私的な相論とともにこれを禁じて、村役人・町役人を通じて（奥印を受けて）、所属する大名や代官に訴状を提出し、江戸幕府への訴えを要する場合には領主の添簡が必要とされ、これがなければ「差越願」・「筋違願」として違法とされた（慶長8年（1603年）「郷村掟」及び寛永10年（1633年）「公事裁許定」）。これは幕藩体制の維持のために全ての訴訟を法手続に沿って行わせようとしたものである。だが、実際に添簡が発給されることは少なく、このため訴訟を起こすことすら抑圧された人々は結果的に駕籠訴・駆込訴・捨訴・張訴などの直訴を用いて越訴を行う他無く、場合によっては門訴・一揆・強訴・打ちこわしなどの徒党を組んだ強硬手段を採らざるを得なくなった。直訴が越訴の手段として多用されたことによって、「越訴」＝「直訴」という観念が江戸時代あるいは後世において広く定着することになる。
ただし、単なる越訴・直訴のみの法定刑は急度叱（厳重注意）に過ぎなかった。ところが、越訴・直訴に際して徒党を組んだり、徒党によって一揆や強訴などの実力行使に及んだ場合はそちらの方が罪が重く、その指導者は極刑にされた。義民とされた人々が極刑に処された理由としては、徒党を組んだことが問題視されたものであり、越訴・直訴そのものが直接の原因ではないことに注意を要する。
もっとも、幕藩体制の維持を重視していた江戸幕府や諸藩は、越訴そのものは禁じていたものの、下級役人の不正な行政・司法を放置することも許容できなかった。「郷村掟」でも、代官不正の場合の直訴は例外的に越訴が許容された。実際に越訴があった場合には、表面上訴えを受理せず処分の上で管轄役所への申し出を命じたものの、幕府・藩のお墨付きを得た訴えを管轄役所が受理しない訳にはいかなかった。更に江戸幕府自身も、正徳元年（1711年）に巡見使に対する出訴を処罰の対象外とし、享保6年（1721年）には改めて直訴を禁じるとともに、目安箱を設置して箱訴による合法的越訴が許容されることとなった。